# Wir sind die Neuen
Wir sind die Neuen ist eine deutsche Filmkomödie des Regisseurs und Produzenten Ralf Westhoff aus dem Jahr 2014. Der Film hatte am 29. Juni 2014 auf dem Filmfest München Premiere.

## Handlung
Anne, eine etwa 60 Jahre alte Biologin, muss ihre Münchner Stadtwohnung abgeben, und da sie sich allein keine andere Wohnung leisten kann, fragt sie ehemalige WG-Mitbewohner aus ihrer Studentenzeit, ob sie an einer erneuten WG interessiert wären. Dazu bereit sind: Eddi, alter Frauenheld und seit langem Single, und Johannes, ein sozial engagierter Rechtsanwalt, der vor allem Mandanten nimmt, die sich eigentlich keinen Anwalt leisten können, und daher selbst auch kein Geld hat. Bei Eddi wurde zuvor eine schwere Krankheit diagnostiziert, er sagt den beiden anderen aber nichts davon.
Als die drei in ihre neue Wohnung eingezogen sind, kommt es schon bald zu Konflikten mit der Studenten-WG ein Stockwerk höher. Dort stehen Katharina, Barbara und Thorsten direkt vor wichtigen Prüfungen und stellen mit ihrem strukturierten, ordentlichen und arbeitsorientierten Lebensstil das Gegenteil von dem dar, was die drei älteren Menschen unter einer Studenten-WG verstehen. Der entstehende Generationenkonflikt führt zu zahlreichen Situationen, in denen sich die beiden Parteien in die Haare geraten. Doch auch die Alten untereinander haben noch manchen Konflikt auszutragen und lernen im plötzlichen Zusammenleben an sich selbst neue Seiten kennen.
Eines Tages zeigt sich, dass die jungen Studenten alle drei in bedeutenden Krisen stecken, und die Alten  entschließen sich teils widerwillig, ihren jungen Nachbarn unter die Arme zu greifen. Johannes hilft Katharina, ihren Jura-Prüfungsstoff, an dem sie verzweifelt, zu strukturieren; Anne macht mit Thorsten Gymnastik gegen dessen heftiges Bandscheibenleiden; und Eddi vermittelt Barbara das nötige Selbstbewusstsein, um sich von ihrem Partner nicht mehr ausnutzen zu lassen. Der Film endet damit, dass die sechs gemeinsam eine spontane Party feiern.

## Rezeption

### Kritik
„Wir sind die Neuen ist ordentlich gemachte, etwas zu dialoglastige Unterhaltung, aber der Generationskonflikt wird hier nur als Stichwortgeber und Pointenlieferant genutzt. Wer ein tiefergehendes Interesse an dem Thema hat, sitzt im falschen Film.“

„Wenn sich Anne, Eddie und Johannes zu Mentoren der gestressten und rückenlahmen Gegenwartsstudenten aufschwingen, zeichnet Ralf Westhoff etwas überdeutlich seine Überzeugung, dass echter Fortschritt und Ausgleich nur durch den Austausch zwischen den Generationen entstehen kann. Aber die Melancholie über verpasste Chancen und der leise Zweifel an der Richtigkeit des eigenen Tuns bleiben und machen aus Wir sind die Neuen ein kleines Komödien-Juwel. Genau der richtige Film für ein Land, das in seiner WM-Euphorie kurz vor der Hyperventilation steht und sich dringend wieder erden muss.“

„Westhoff hat ihnen brillante Dialoge geschrieben – aber auch den Jungen. ‚By the way, wenn ihr damals ein bisschen flotter gewesen wärt, dann müssten wir heute nicht über Regelstudienzeiten und Studiengebühren diskutieren‘, sagt Thorsten – Treffer, versenkt. Er beherrscht die seltene Begabung, Dialoge glaubwürdig wirken zu lassen und sie gleichzeitig komisch zuspitzen zu können. Dass ‚Wir sind die Neuen‘ visuell nicht viel hergibt, fällt bei diesen Dialogen beinahe nicht auf.“